# Penventinnie Round

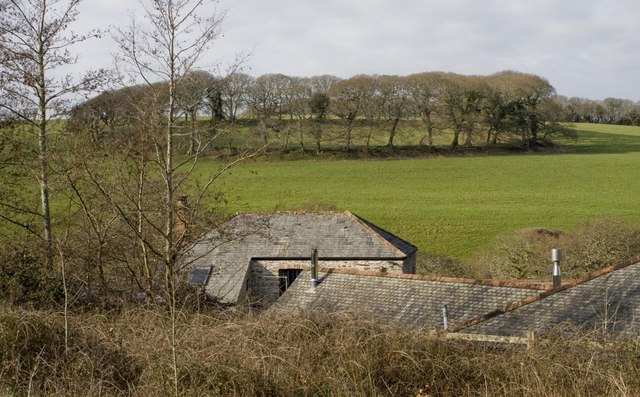
Penventinnie Round

Penventinnie Round ist ein Ringfort (cornisch: Round; irisch Rath genannt) mit der National Monument Nummer 29614 in Penventinnie bei Threemilestone, nordwestlich von Truro in Cornwall in England.

## Beschreibung
Das Ringfort besteht aus einer ovalen prähistorischen Einhegung mit einem inneren Wall und einem breiten äußeren Graben. Das Nordost-Südwest orientierte Oval misst innen 85 × 60 m und ist von einem etwa 8,0 m breiten und 2,0 m hohen Erdwall umgeben. Der einstige Eingang auf der Nordostseite wurde von einem neueren Eingang auf der Südwestseite ergänzt. Um den Wall liegt ein auf der Nordseite etwa 3,5 m breiter und 1,8 m tiefer Graben, der auf der Südseite durch kolluviale Eintragungen weit weniger gut erkennbar ist. Das Ringfort verfügt auf drei Seiten über die natürlichen Annäherungshindernisse des Kenwyn River und seiner Nebenflüsse, die offene Seite liegt im Südwesten.

## Kontext
Während der Eisenzeit, von etwa 400 v. Chr. erschienen Gruppen von Rundhäusern und Nebengebäuden, die von einem Wall und Graben (manchmal auch von zweien – Bury Castle – oder mehreren) eingeschlossen wurden. Die Einhegungen sind in der Regel kleiner als einen Hektar. Sie besitzen einen einfachen Eingangsbereich durch eine Lücke im Wall und Graben. Viele sind rund oder oval, aber rechteckige sind ebenfalls üblich. Das Gebiet um Penventinnie umfasst mehrere, weitgehend zeitgleiche Ringforts. Dazu gehören Higher Besore, Polstain und Threemilestone im Süd- und Carvinack im Nordwesten. Das Hillfort von Bosvisack liegt auf einer Anhöhe, etwa 1,0 km westlich.